# Belasinda, Channarayapatna
Belasinda là một làng thuộc tehsil Channarayapatna, huyện Hassan, bang Karnataka, Ấn Độ.